# Engelskt marskgräs
Engelskt marskgräs (Spartina anglica) är en gräsart som beskrevs av Charles Edward Hubbard. Enligt Catalogue of Life ingår Engelskt marskgräs i släktet marskgräs och familjen gräs, men enligt Dyntaxa är tillhörigheten istället släktet marskgräs och familjen gräs. Arten förekommer tillfälligt i Sverige, men reproducerar sig inte. Inga underarter finns listade i Catalogue of Life.

## Bildgalleri

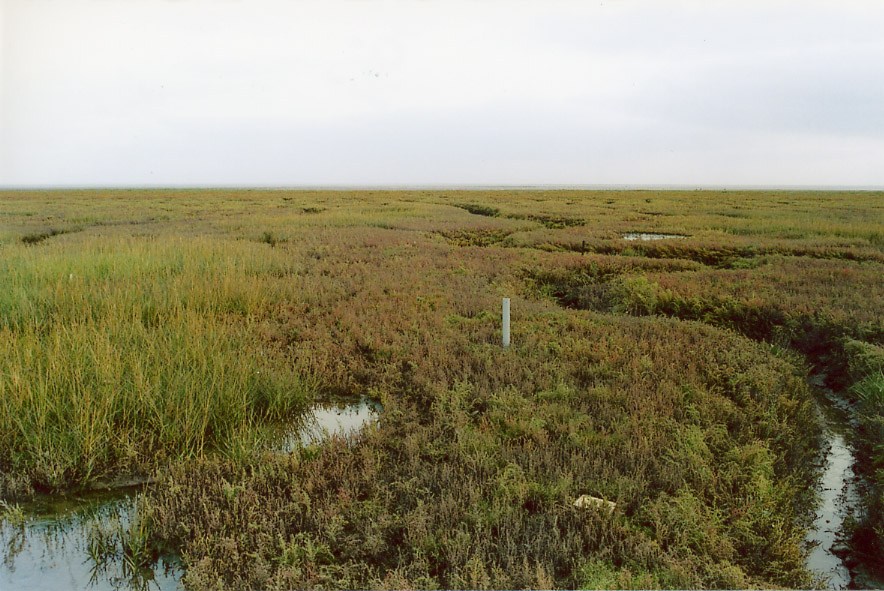
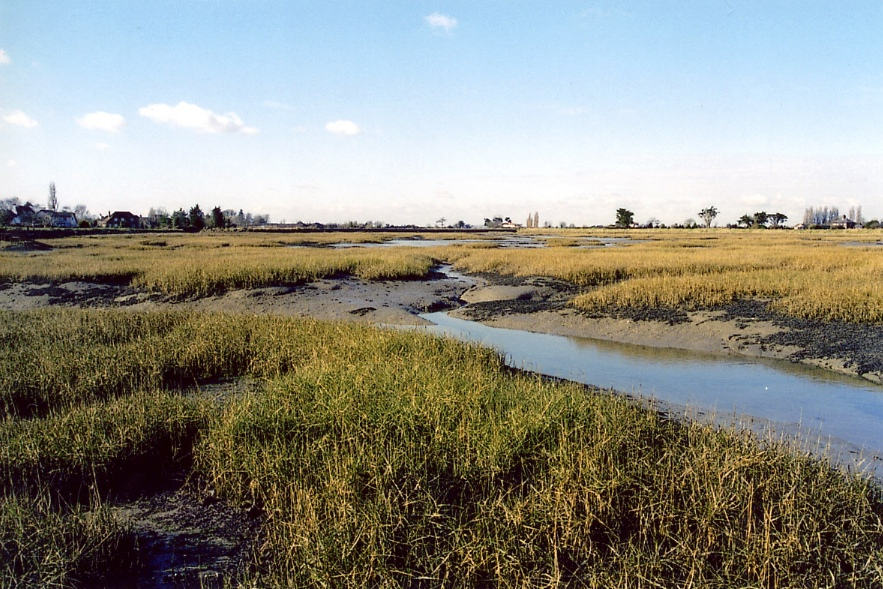
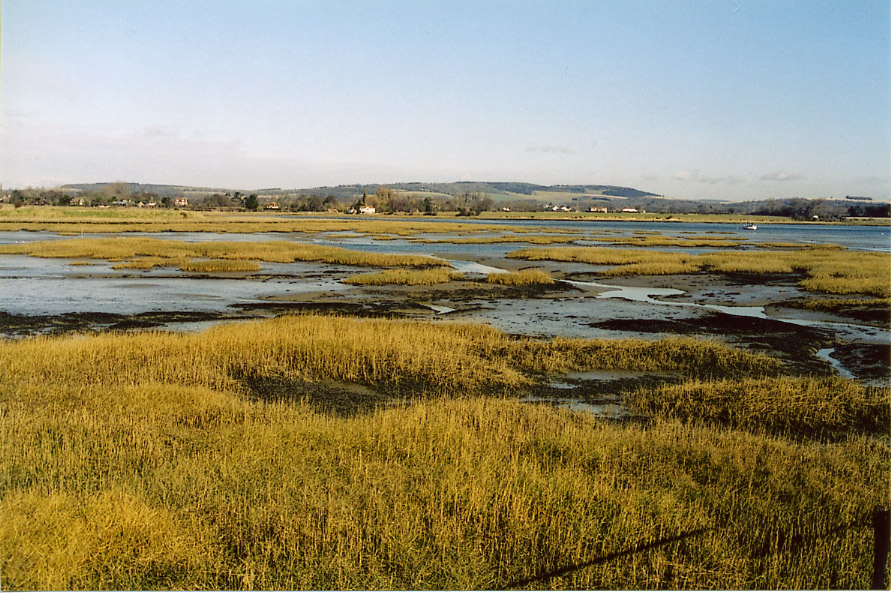
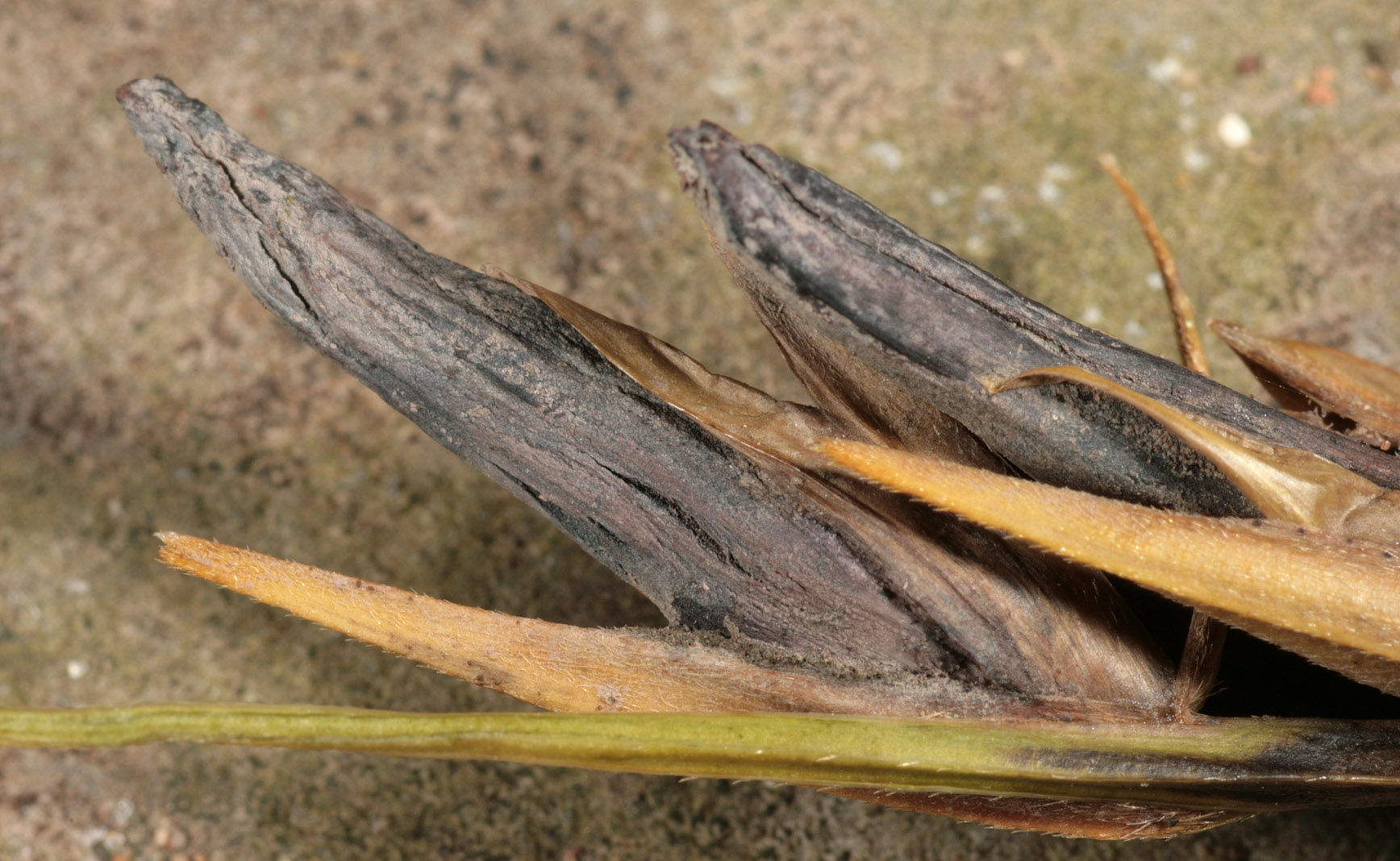